# مسجد کیقباد
مسجد کیقباد (ترکی آذربایجانی: Kеyqubаd məscidi) یک مسجد تاریخی متعلق به سده چهاردهم میلادی است که در پیچ قلعه در شهر قدیمی (ایچری‌شهر) باکو، پایتخت آذربایجان جای دارد. این مسجد در ضلع جنوبی مقبره سید یحیی باکوی قرار دارد.

## تاریخچه
تاریخ ساخت و گشایش این مسجد به‌صورت دقیق مشخص نیست و مورد بحث است اما مشخص است که در سده چهاردهم میلادی ساخته شده‌است. از نظر تاریخی، مسجد کیقباد یک مسجد و مدرسه بود که در نزدیکی مقبره درویش جای داشت. عباس‌قلی آقا باکیخانف دربارهٔ تعلیم و عبادت خود در مسجد دربارهٔ باکوی نوشت:
| « | نمازخانه، مدرسه و مزار او در آنجا است - در مسجد. | » |

شروانشاه کیقباد در سال‌های ۱۳۱۷ تا ۱۳۴۸ میلادی در این ناحیه فرمانروایی می‌کرده و گفته می‌شود که او پدربزرگ شیخ ابراهیم (ابراهیم یکم از فرمانروایان شروانشاهان) بوده‌است.
طی رویدادها حوادث سال ۱۹۱۸ مسجد به‌دست نیروهای ارمنی سوزانده شد.
در بخش جنوبی حیاط پایین کاخ شروانشاهان، فقط بقایای پی و چند طاق مسجد کیقباد به جای مانده‌است.

## ویژگی‌های معماری
این مسجد از یک سالن عبادت مستطیل‌شکل و یک راهروی روبه‌روی آن تشکیل شده‌است. گنبد در ابتدا در مرکز سالن قرار داشت و ۴ ستون برای نگهداری گنبد وجود داشت. یک درگاه به همراه دهلیز در مجاورت سالن قرار داشت. در دیوار جنوبی تالار محراب وجود داشته‌است.
همراه با مقبره و مسجد کیقباد، حیاط میانی به دلیل قرارگیری در کاخ شروانشاهان جایگاه ویژه‌ای را به خود اختصاص داده‌است.

## نگارخانه
|         |                 |            |                             |
| نقشه کف | نقشه نمای درونی | نمای کناری | نمایی از مسجد پیش از ویرانی |